# Angriff der Riesenspinne
Angriff der Riesenspinne (englischer Originaltitel The Giant Spider Invasion) ist ein 1975 von Cinema Group 75 nach einer Story von Robert Easton produzierter und von Bill Rebane gedrehter Low-Budget-Horrorfilm.

## Handlung
Ein feuriges Objekt aus dem Weltraum fällt in einer amerikanischen Kleinstadt in Wisconsin auf die Felder des Farmers Dan Kester. Hierbei wird Strahlung freigesetzt, was von Wissenschaftlern der NASA untersucht wird. Am nächsten Morgen findet Dan Kester seltsam runde, diamantähnliche Steine. Kester nimmt sie mit nach Hause. Es stellt sich heraus, dass diese „Steine“ in Wahrheit Spinneneier sind, und es dauert auch nicht lange, bis sie aufbrechen und ausgewachsene Vogelspinnen daraus schlüpfen. Eine davon wächst zu einem riesenhaften Monster heran und greift die Einwohner des kleinen Städtchens an, bis sie von zwei Wissenschaftlern durch Neutronenbeschuss getötet wird.

## Entstehung und Veröffentlichung
Das Budget betrug ca. 300.000 US-Dollar, was heute in etwa 1.510.222 US-Dollar entspricht. Die Spezialeffekte stammen von Richard Albain und Robert Millay. Der titelgebenden Riesenspinne kann man jederzeit ansehen, dass sie nicht echt ist. Um das Tier durch die Landschaften „krabbeln“ zu lassen, spannte man die Spinnenfigur einfach auf einen VW-Käfer, und man kann in einigen Szenen sogar die Reifen des Fahrzeugs unter der „Spinne“ erkennen. Um eine Krabbel-Bewegung vorzutäuschen, bewegten Crew-Mitglieder, die in dem Auto saßen, die Beine der Riesenspinne lediglich auf und ab.
Die Originalversion wurde inzwischen auf DVD veröffentlicht, während die deutsche Fassung aus dem Jahr 1984 nur auf VHS erschienen ist. Der Film wurde am 4. September 2020 auf Tele 5 in der Reihe Die schlechtesten Filme aller Zeiten ausgestrahlt.

## Kritiken
Genretypisch fielen die professionellen Kritiken durchgehend vernichtend aus. Die „hemmungslose Verwendung unausgereifter Filmtricks“ machte den Film aber bei Trashfilm-Fans zu einem begehrten Sammlerstück. John Wilson, Erfinder des Negativpreises  Goldene Himbeere, nahm ihn später in die 100 sehenswertesten schlechten Filme aller Zeiten auf.

„Ein Schwachsinn ohnegleichen“

„Neben den dilettantischen Leistungen der Darsteller, die ebenso bescheuert sein müssen wie ihre Filmrollen, sind vor allem die billig zusammengeschusterten Tricks erwähnenswert[.]“

„Auf die titelgebende Oberspinne muß der Zuschauer bis kurz vor Schluß warten, aber dann entschädigt die ebenso stümperhaft wie enthusiastisch inszenierte Finalkatastrophe zumindest bekennende Trash-Gourmets.“

„Angriff der Riesenspinne (The Giant Spider Invasion, USA 1975) hieß das gute Stück und wurde von einem zurecht völlig Unbekannten namens Billie Rebane verbrochen, der seine so unbekannten wie untalentierten Schauspieler, vor allem aber den nichtsahnenden Zuschauer, auf eine Reise des Grauens schickte. Ein Kollege bescheinigte diesem Film so gehässig wie zutreffend, es handle sich hier weder um einen B- noch einen C-Film, sondern schlichtweg um einen Z-Film.“